# Théâtre de la Manufacture
Pour les articles homonymes, voir Manufacture (homonymie).
Le Théâtre de la Manufacture est une salle de théâtre située à Nancy, dans l'ancienne manufacture des tabacs, et disposant du label de Centre dramatique national (CDN).
Implanté en mai 1986 par Henri Degoutin sous le nom de "Comédie de Lorraine", il sera dirigé par Anne Delbée de 1987 à 1991, Charles Tordjman de 1992 à 2010, Michel Didym de 2010 à 2021. 
Depuis le 1er janvier 2021, il est dirigé par la metteuse en scène Julia Vidit.
Ce théâtre possède trois salles :
- la Grande salle de 354 places depuis les travaux de rénovation de 2011;
- la Fabrique, petite salle modulable de 90 places depuis les travaux de rénovation de 2023 ;
- la salle de répétition.

Le Théâtre de la Manufacture est une maison de création ouverte aux artistes, un lieu de fabrication d’œuvres théâtrales accessibles à tous les publics à partir de 7 ans. En parallèle de la programmation au théâtre, le CDN déploie des spectacles en itinérance sur la Métropole et le Département. 
Ancré sur son territoire, le CDN de Nancy développe un volet important d’actions artistiques et culturelles en direction de publics divers, en lien étroit avec les artistes et les spectacles accueillis ou produits. L’élargissement des publics est un objectif du projet artistique et culturel du lieu, qui est pensé de façon responsable et solidaire avec son territoire et en phase avec les évolutions de la société. 

## Spectacles
La programmation du théâtre se fait de septembre à juin et comprend une vingtaine de spectacles. Le temps fort "Micropolis" se déroule sur 4 jours au printemps et fait la part belle aux spectacles conçus pour être joués en itinérance, hors des théâtres, en grande proximité avec le public.
De 2021 à 2025, le théâtre déploie le projet "Quartiers Libres" sur la Métropole, grande enquête poétique menée par l'auteur Guillaume Cayet auprès des travailleuses et travailleurs du Grand Nancy.